# Bielik olbrzymi
Bielik olbrzymi (Haliaeetus pelagicus) – gatunek ptaka drapieżnego z rodziny jastrzębiowatych (Accipitridae). Występuje na północnopacyficznym wybrzeżu Azji, wędrowny. Narażony na wyginięcie.

## Taksonomia
Po raz pierwszy gatunek opisał Peter Simon Pallas; opis ukazał się w 1811 w 1. tomie Zoographia Rosso-Asiatica. Autor nadał gatunkowi nazwę Aquila pelagica; obecnie (2020) Międzynarodowy Komitet Ornitologiczny umieszcza bielika olbrzymiego w rodzaju Haliaeetus. Holotyp pochodził z wysp Morza Ochockiego. Opisany został podgatunek H. p. niger; w rzeczywistości był to przedstawiciel rzadkiej, ciemnej formy (patrz: polimorfizm). Samica tej odmiany przebywała w ogrodzie zoologicznym w Berlinie, miała całkowicie ciemnobrązowe upierzenie, wyróżniał się jedynie biały ogon; rodzice tej samicy byli zwyczajnie ubarwieni. Przez około 50 lat nie widziano w naturze ani w niewoli osobnika tej odmiany. Nie są znane dokładne pokrewieństwa bielika olbrzymiego z innymi gatunkami. Gatunek monotypowy.

### Etymologia
Nazwa rodzajowa: łac. haliaetus lub haliaetos – bielik (morski orzeł), rybołów, od gr. ἁλιαιετος haliaietos – bielik (morski orzeł), rybołów, od ἁλι- hali- – morski, od ἁλς hals, ἁλος halos – morze; αετος aetos – orzeł. Epitet gatunkowy: łac. pelagicus – morski, pelagiczny, od gr. πελαγικος pelagikos – z morza, od πελαγος pelagos – morze.

## Morfologia
Długość ciała wynosi 85–105 cm. Skrzydła mierzą 560–590 mm długości u samców, 600–650 mm u samic; dziób – 62–75 mm, skok – 96–115 mm, zaś ogon 330–400 mm. Masa ciała samca: 4900–6000 g, samicy: 6800–9000 g; rozpiętość skrzydeł 195–245 cm. Przedstawiciele gatunku są niemożliwi do pomylenia z innym ptakami; wyróżniają je, prócz ogromnych rozmiarów, głównie ciemnobrązowe upierzenie z rozległymi białymi polami na zgięciach skrzydeł i ogon o kształcie klina. Można dostrzec białą plamę na czole. Dziób żółty, mocno wygięty. Samica ubarwiona jest podobnie do samca, ale może być do 19% większa od niego i o 79% cięższa. Tęczówka żółta. Obrączka oczna, woskówka i nogi pomarańczowożółte (u młodocianych jasnożółte). Osobniki w szacie młodocianej mają czarniawe upierzenie z szarymi paskami na głowie i piersi, białe plamki na części skrzydeł i brudnobiały ogon z ciemniejszym zakończeniem sterówek. Szatę dorosłą bieliki te uzyskują po 6 latach życia.

## Zasięg występowania

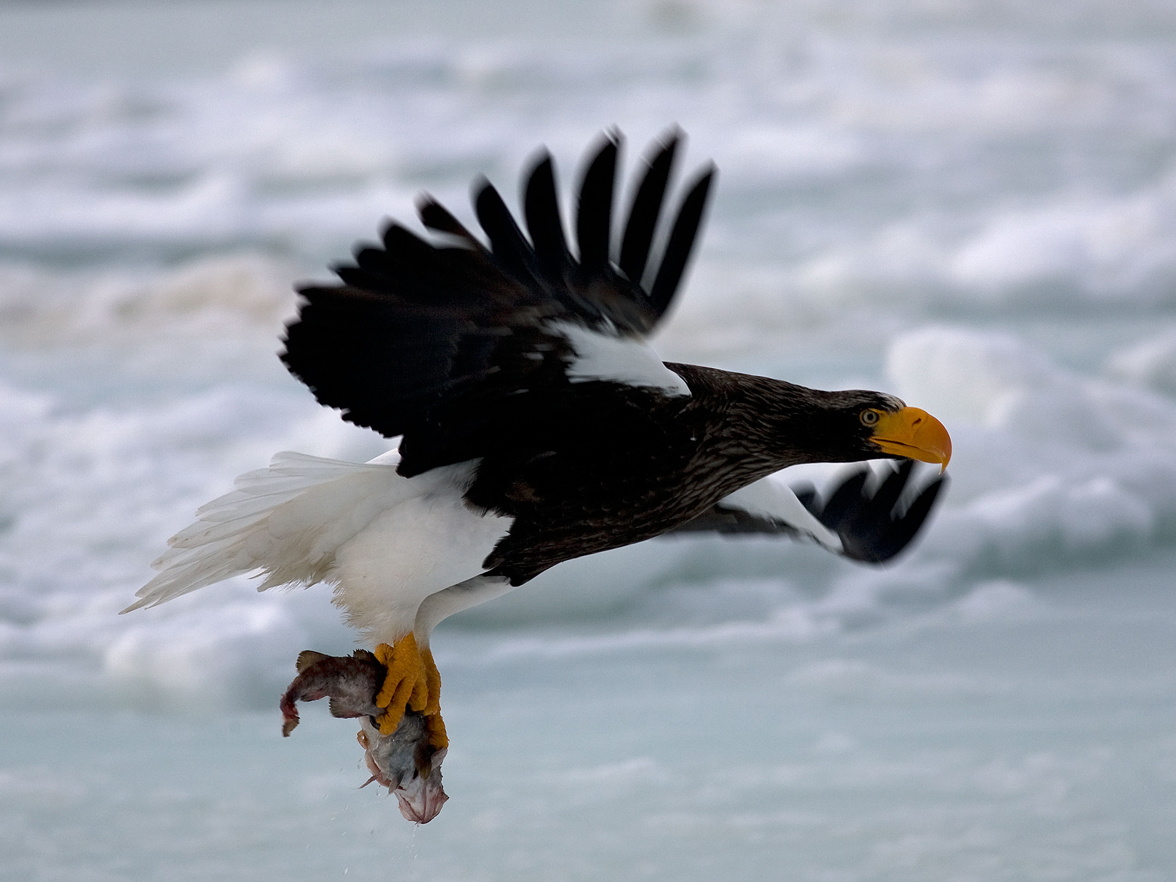
Bielik olbrzymi ze zdobyczą

Zasięg występowania bielika olbrzymiego rozciąga się na wybrzeżu wzdłuż Morza Beringa oraz wokół Morza Ochockiego. Osobniki zimujące przenoszą się na południe do Kraju Nadmorskiego, Korei i Japonii. Osobnikom dorosłym powrót na miejsce rozrodu zajmuje 21–25 dni, młodym – 31–61 dni. Swoje lęgowiska bieliki olbrzymie opuszczają w październiku, a wracają w marcu lub kwietniu. Niektóre populacje, głównie z północnej Japonii, południowej Kamczatki i Kurylach, pozostają na zimę na terenach lęgowych.

## Ekologia i zachowanie
Środowiskiem życia bielików olbrzymich są wybrzeża oraz zadrzewione doliny w niższych biegach rzek. Gniazdują zawsze w pobliżu wód obfitujących w ryby, stąd przedstawiciele tego gatunku są skoncentrowani na wybrzeżach lub przy ujściach rzek. Bywają również spotykane przy rzekach, w których żyją łososie lub przy jeziorach. W jednym badaniu, w którym użyto nadajników (śledzono poruszanie się 32 osobników), okazało się, że doliny rzeczne to preferowane środowisko na jesieni; przypuszczalnie dzieje się tak z powodu obfitości martwych łososi po tarle. Pożywieniem bielików olbrzymich są ryby, głównie łososiowate (Salmonidae) i mintaje (Theragra chalcogramma; głównie podczas zimowania w Japonii); pozostała część diety zróżnicowana, lecz mało znacząca; poza rybami przedstawiciele H. pelagica zjadają również małe ptaki oraz ssaki, w tym ich padlinę. Z ptaków odnotowano alki, mewy i kormorany; ze ssaków zjada lisy, piżmaki, zające i nerpy obrączkowane; raz obserwowano bielika olbrzymiego żywiącego się padliną albatrosa. W zimie ptaki tego gatunku konsumują przeciętnie 840 g/dzień, zimą nawet do 3150 g/dzień, z czego do 820 g może otrzymać pisklę, a 1550 g – dwa pisklęta. Reprezentanci H. pelagicus odzywają się podobnym do mewiego głosem (podczas lotów tokowych), oprócz tego głębokimi szczeknięciami.

### Lęgi
Bieliki olbrzymie są monogamiczne. Niosą się głównie pod koniec kwietnia i wczesnym majem, sezon lęgowy trwa przeważnie do września. Loty tokowe obejmują kołowanie do 2 km nad ziemią, pościgi i akrobacje w powietrzu, jak nagłe nurkowanie lub lot po torze stromej spirali. Gniazdo ma formę platformy z patyków o średnicy do 2,5 m i wysokości do 4 m, przeważnie umieszczone jest do 30 m nad ziemią, na drzewie lub klifie. W zniesieniu od 1 do 3 jaj, zwykle jednak dwa. Skorupka ma barwę białą. Inkubacja trwa 38–45 dni, do opierzenia się piskląt mija około 70 dni; przez kolejne 2–3 miesiące młode są jeszcze zależne od rodziców.

## Status i zagrożenia
IUCN uznaje bielika olbrzymiego za gatunek narażony na wyginięcie (VU, Vulnerable) nieprzerwanie od 1994 (stan w 2016). W Rosji ptakom tym zagraża rozwój hydroelektrowni i wycinka drzew, do tego proponowany rozwój przemysłu petrochemicznego na wybrzeżu. Inne zagrożenia to zanieczyszczenie rzek DDT (azotoxem), DDE, PCB i metalami ciężkimi. Ponadto w Rosji i Japonii zwiększony połów ryb wymusza na ptakach poszukiwanie pokarmu w głębi kontynentu, gdzie zjadają truchła jeleniowatych pozostawione przez myśliwych, co potencjalnie naraża ptaki na połknięcie resztek ołowiu z amunicji.